# HDK Maribor
Pour les articles homonymes, voir HDK.
Le Hokejsko Drsalni Klub Maribor ou HDK Maribor est un club de hockey sur glace basé à Maribor en Slovénie. Il évolue dans le Championnat de Slovénie de hockey sur glace ainsi qu'en Slohokej Liga.

## Historique

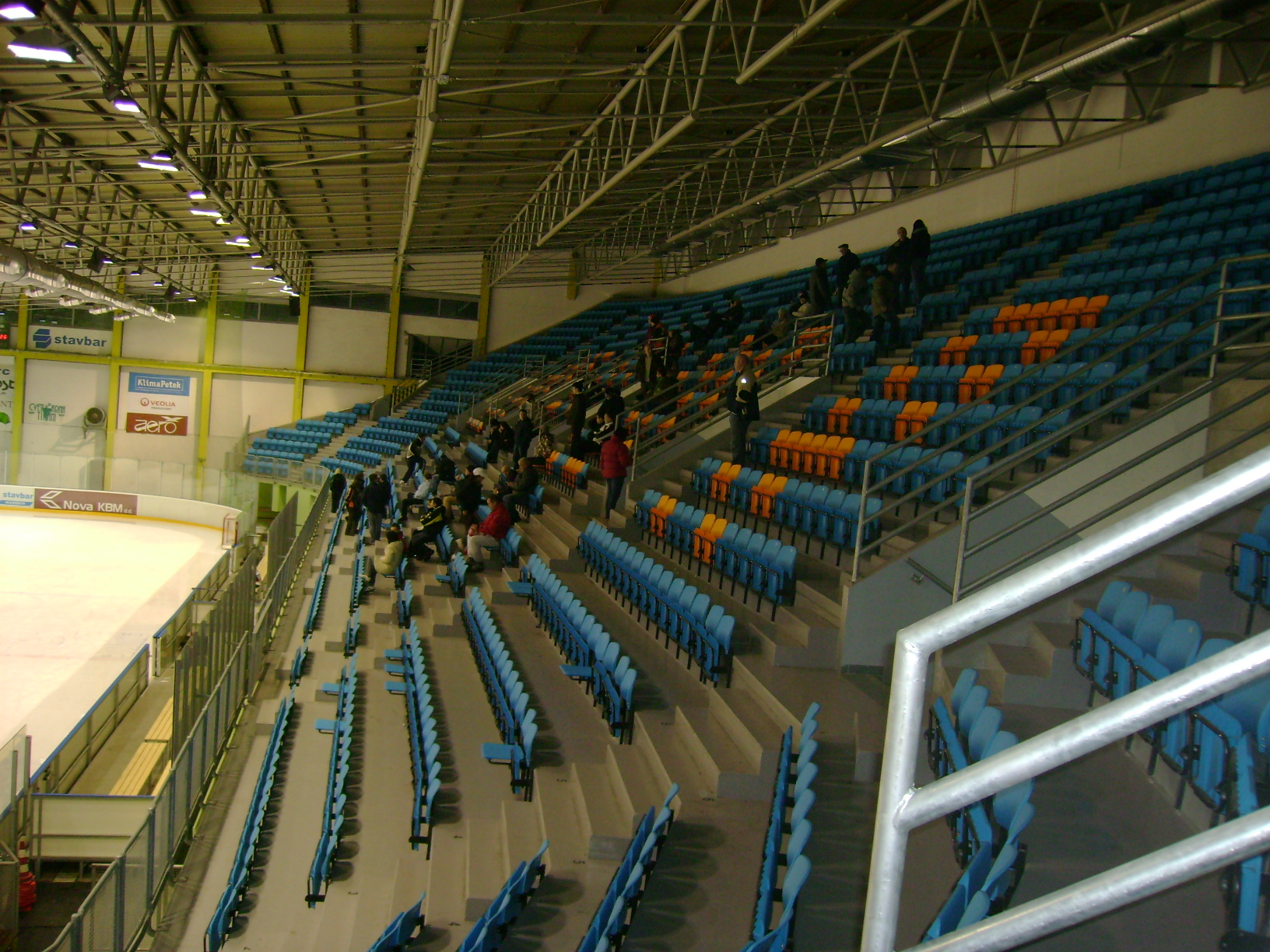
Principale tribune de la Ledna Dvorana Tabor

Créé en 1993, le HDK Maribor évolue depuis dans le Državno Prvenstvo, l'élite du hockey slovène. Appelé de temps à autre HDK Stavbar Maribor, après l'un des sponsors du club, il dut attendre 2010 pour remporter son premier titre, la Slohokej Liga, dont ce fut la première édition.
L'équipe féminine, généralement appelée HDK Terme Maribor, après un autre sponsor du club, joue en Ligue élite féminine de hockey depuis 2004.

## Palmarès
- Slohokej Liga :
  - Champion : 2010
- Ligue élite féminine de hockey :
  - Deuxième : 2005, 2006
  - Troisième : 2007

## Parcours européen

### Équipe masculine
Résultats
| Saison    | Compétition        | Adversaire | Score       |
| --------- | ------------------ | --- | ----------- |
| 2008-2009 | Coupe continentale | Troisième tour, Groupe E Coventry Blaze HC Bolzano Dunaújvárosi Acélbikák Classé troisième, éliminé            | 3-6 2-4 3-2 |
| 2009-2010 | Coupe continentale | Troisième tour, Groupe D HC Bolzano Sheffield Steelers HYS La Haye Classé quatrième, éliminé                   | 2-6 4-5 1-4 |
| 2010-2011 | Coupe continentale | Deuxième tour, Groupe C SC Miercurea-Ciuc Dunaújvárosi Acélbikák Sary Arka Karaganda Classé troisième, éliminé | 3-8 3-2 2-6 |

Bilan
| Compétition        | Participations | PJ | V. | Vp. | Pp. | P. | Bp | Bc |
| ------------------ | -------------- | -- | -- | --- | --- | -- | -- | -- |
| Coupe continentale | 3              | 9  | 2  | 0   | 0   | 7  | 23 | 43 |

### Équipe féminine
Résultats
| Saison    | Compétition             | Adversaire | Score        |
| --------- | ----------------------- | --- | ------------ |
| 2007-2008 | Coupe d'Europe féminine | Premier tour, Groupe B MHC Martin SHK Laima BB Ankara SK Classé deuxième, éliminé                             | 2-5 5-1 38-0 |
| 2008-2009 | Coupe d'Europe féminine | Premier tour, Groupe A HC Slavia Prague Polis Akademisi ve Koleji Ferencváros TC Classé deuxième, éliminé     | 0-9 7-0 16-0 |
| 2009-2010 | Coupe d'Europe féminine | Premier tour, Groupe C MHC Martin Milenyum Paten SK HC Slavia Prague Classé deuxième, éliminé                 | 3-0 9-2 1-7  |
| 2010-2011 | Coupe d'Europe féminine | Premier tour, Groupe B Milenyum Paten SK Aisulu Almaty Grenoble métropole hockey 38 Classé troisième, éliminé | 7-5 0-16 2-7 |

Bilan
| Compétition             | Participations | PJ | V. | Vp. | Pp. | P. | Bp | Bc |
| ----------------------- | -------------- | -- | -- | --- | --- | -- | -- | -- |
| Coupe d'Europe féminine | 4              | 12 | 7  | 0   | 0   | 5  | 90 | 52 |

## Joueurs
- Jan Muršak